# Call of Duty: Black Ops Cold War
Call of Duty: Black Ops Cold War јесте пуцачка видео-игра из првог лица коју су заједно развили Treyarch и Raven Software а издао Activision. Представља седамнаести наслов у серијалу Call of Duty а укупно шести део подсеријала Black Ops. Игра је изашла у продају 13. новембра 2020. године.
Радња игре је смештена одмах након догађаја из Call of Duty: Black Ops, тачније у раним 1980-им — у ери Хладног рата. Прича прати официра Централне обавештајне агенције Расела Адлера који покушава да уђе у траг совјетском шпијуну под кодним именом Персеј, који има мисију да дестабилизује глобални баланс сила у корист Совјетског Савеза. Мултиплејер садржи нове модове, елементе као и разне мапе засноване на стварним историјским локацијама.